# F 15 (1917)
F 15 – włoski okręt podwodny z czasów I wojny światowej i okresu międzywojennego, jedna z 21 zbudowanych dla Regia Marina jednostek typu F. Okręt został zwodowany 27 maja 1917 roku w stoczni Orlando w Livorno, a w skład włoskiej marynarki wojennej został wcielony 13 sierpnia 1917 roku. Jednostka została wycofana ze służby 28 maja 1929 roku.

## Projekt i budowa
Okręty podwodne typu F zostały zaprojektowane przez inż. majora Cesarego Laurentiego jako ulepszenie poprzedniego projektu tego konstruktora – jednostek typu Medusa. Przy zachowaniu wymiarów zewnętrznych i wyporności nowe okręty charakteryzowały się krótszym czasem zanurzania, większą manewrowością w położeniu nawodnym i podwodnym, powiększonym kioskiem, instalacją działa pokładowego, żyrokompasu, dwóch peryskopów i systemu łączności podwodnej Fessenden. Okręty miały konstrukcję dwukadłubową, z kadłubem lekkim ukształtowanym na podobieństwo linii kadłuba torpedowców . Przestrzeń między kadłubem sztywnym a lekkim można było uczynić wodoszczelną poprzez zamknięcie specjalnych odwietrzników: w ten sposób okręty zyskiwały dodatkową rezerwę pływalności, szczególnie przydatną podczas żeglugi po powierzchni w złych warunkach pogodowych .
F 15 zbudowany został w stoczni Orlando w Livorno. Stępkę okrętu położono 7 października 1915 roku, a zwodowany został 27 maja 1917 roku. Motto okrętu brzmiało „Vigile Attendo” (pol. „Czujny czekam”) .

## Dane taktyczno-techniczne
F 15 był niewielkim, przybrzeżnym okrętem podwodnym . Kadłub podzielony był grodziami wodoszczelnymi (wyposażonymi w podwójne drzwi wodoszczelne) na trzy przedziały: dziobowy (mieszczący kubryk marynarzy), przedział z głównym stanowiskiem dowodzenia i siłownią oraz przedział baterii akumulatorów . Długość całkowita wynosiła 45,63 metra, szerokość 4,22 metra i zanurzenie 3,1 metra. Wyporność normalna w położeniu nawodnym wynosiła 262 tony, a w zanurzeniu 319 ton. Okręt napędzany był na powierzchni przez dwa dwusuwowe silniki wysokoprężne FIAT 216 o łącznej mocy 670 KM . Napęd podwodny zapewniały dwa silniki elektryczne Savigliano o łącznej mocy 500 KM. Dwa wały napędowe obracające dwiema śrubami umożliwiały osiągnięcie prędkości 12,5 węzła na powierzchni i 8 węzłów w zanurzeniu. Zasięg wynosił 1300 Mm przy prędkości 9 węzłów w położeniu nawodnym oraz 120 Mm przy prędkości 2,5 węzła w zanurzeniu (lub 800 Mm przy prędkości 12 węzłów w położeniu nawodnym oraz 9 Mm przy prędkości 8 węzłów w zanurzeniu). Zapas paliwa wynosił 12 ton. Energia elektryczna magazynowana była w jednej baterii akumulatorów składającej się z 232 ogniw . Dopuszczalna głębokość zanurzenia wynosiła 40 metrów  .
Okręt wyposażony był w dwie stałe dziobowe wyrzutnie kalibru 450 mm, z łącznym zapasem czterech torped. Uzbrojenie artyleryjskie stanowiła pojedyncza pokładowa armata przeciwlotnicza kalibru 76 mm Armstrong A1914 L/30 oraz karabin maszynowy Colt kalibru 6,5 mm  .
Załoga okrętu składała się z 2 oficerów oraz 24 podoficerów i marynarzy.

## Służba
F 15 został wcielony do służby w Regia Marina 13 sierpnia 1917 roku. Jego pierwszym dowódcą został kmdr ppor. (wł. capitano di corvetta) Mario Monelli . 21 września 1917 roku okręt trafił do Eskadry (wł. Squadriglia) Okrętów Podwodnych w Brindisi . W grudniu jednostka przeszła do dyspozycji Dowództwa Morskiego do Valony, skąd przeprowadzał defensywne patrole na pobliskich wodach . 31 grudnia 1917 roku okręt nadal stacjonował w Valonie (wraz z F 10 i W 1). W maju 1918 roku F 15 został przydzielony do Flotylli Okrętów Podwodnych w Ankonie, operując także z Porto Corsini pod Rawenną . 1 listopada 1918 roku okręt wchodził w skład Flotylli Okrętów Podwodnych w Wenecji (razem z „Delfino”, X 1, „Atropo”, F 2, F 3, F 5, F 8, F 9, F 10, F 12, F 17, F 19 i F 20). Łącznie podczas działań wojennych załoga jednostki wzięła udział w 15 rejsach bojowych .
Po wojnie F 15 nadal służył na północnym Adriatyku, uczestnicząc w ćwiczeniach i manewrach morskich . W październiku 1923 roku okręt wziął udział w interwencji na Korfu . 28 maja 1929 roku jednostka została rozbrojona i skreślona z listy floty .